# Anomala costulata
Anomala costulata är en skalbaggsart som beskrevs av Leon Fairmaire 1887. Anomala costulata ingår i släktet Anomala och familjen Rutelidae. Inga underarter finns listade i Catalogue of Life.